# Лишайниця золотиста
Лишайниця золотиста (Wittia sororcula) — вид метеликів з родини еребід (Erebidae).

## Поширення
Поширений в Європі, Малій Азії та далі на схід через Середню Азію до південного Сибіру та Китаю. Живе на теплих узліссях, в алювіальних лісах і на розріджених місцях у дубових, букових і змішаних широколистяних лісах .

## Зовнішній вигляд
Розмах крил становить 27-30 мм. Переднє крило з костою сильно опукле, тому верхівкова частина переднього крила значно ширша, ніж у форм групи luterella. У самця голова, груди, кінець живота та переднє крило яскраво-золотисто-жовті, задні крила блідіші; у самиці обидва крила блідішого помаранчево-жовтого кольору. На відміну від lutarella, реберна область заднього крила зверху і знизу ніколи не буває чорною.

## Спосіб життя
Імаго літають з квітня по червень залежно від місця розташування. Личинка чорнувата, з двома жовтими смужками на спині з червоними крапками і білими плямами. Личинки живляться лишайниками на деревах. Гусениці заляльковуються восени та зимують у вигляді лялечки в коричневій павутині перед тим, як наступної весни вилупляться у вигляді зрілого імаго.